# SPICE

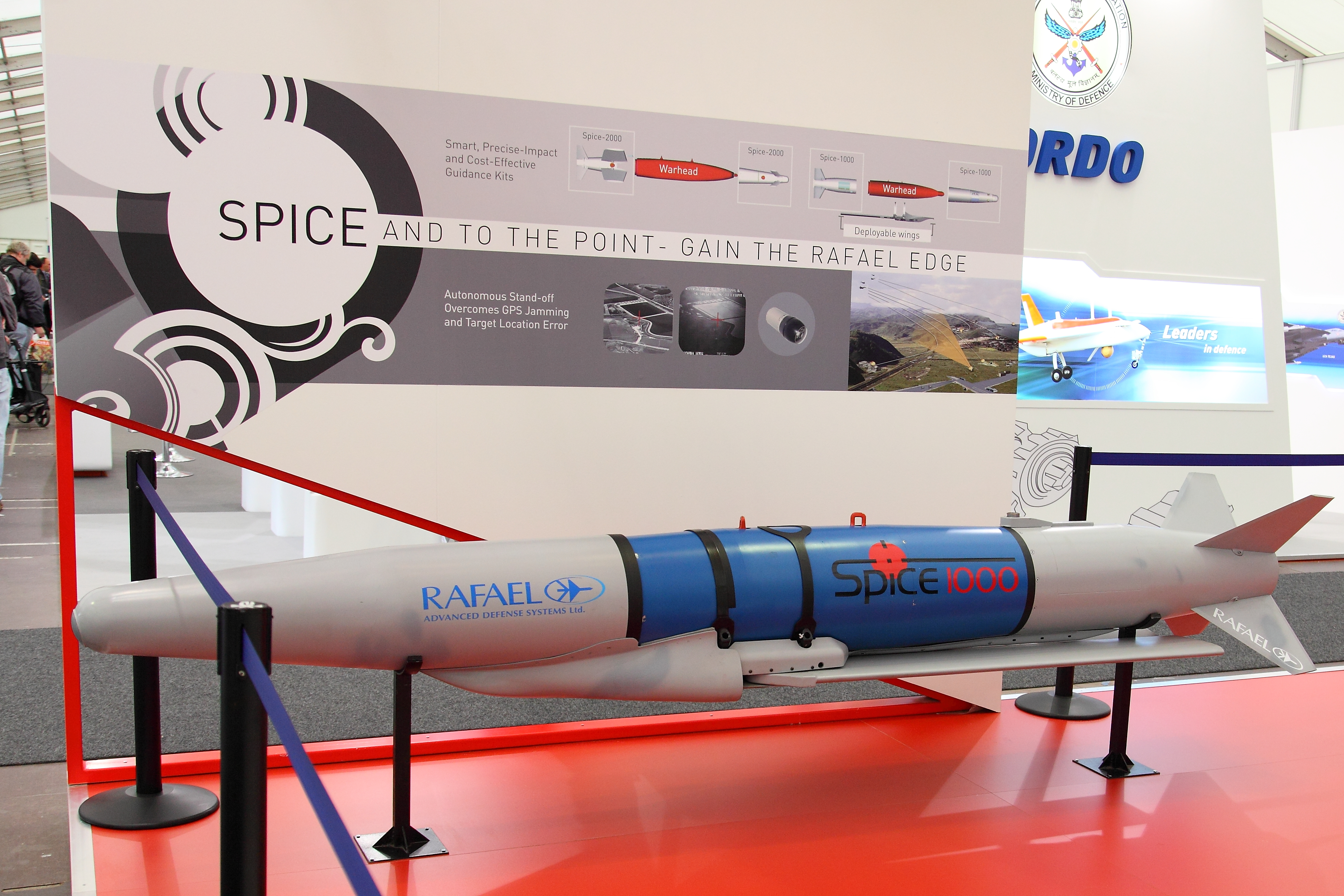
SPICE 1000

"SPICE" ("Smart, Precise-Impact, Cost-Effective") is een kit om ongeleide bommen te veranderen in precisie geleide wapens. Het was in 2003 operationeel op F-16 Fighting Falcon van de Israëlische luchtmacht.

## Ontwerp
Rafael Advanced Defense Systems ontwikkelde SPICE op basis van de Popeye-lucht-grondraket.
Er zijn twaalf stuurvlakken in drie groepen: vooraan, in het midden en aan de staart.

## Specificaties
- Springkop: Mark 83 van 1000 kg of Mark 84 van 2000 kg
- Circular Error Probable: 3 m
- Geleiding: CCD\infraroodcamera met GPS\INS
- Vliegtuigen: F-15 Eagle, F-16 Fighting Falcon, Dassault Mirage 2000, Panavia Tornado, Saab JAS 39 Gripen,[3] FA-50, F-35 Lightning II,[4] Soechoj Soe-30MKI, HAL Tejas Mk2, KAI T-50 Golden Eagle

## Gebruik
Voor de missie kunnen gegevens van 100 doelen geladen worden.
Eens de zweefbom is gelost, kan ze op drie manieren naar het doel geleid worden.
1. Een Digital Scene Matching Area Correlator (DSMAC) vergelijkt beelden van een CCD camera of infraroodcamera met de vooraf opgeslagen beelden in het geheugen en geleidt het midden van het gezichtsveld erheen.
2. Als de CCD\IR zoeker het doel niet vindt, dan geleidt SPICE de bom met GPS\INS op een traject naar de vooraf ingeladen geografische coördinaten.
3. De bemanning van het vliegtuig kan de bom ook met een joystick geleiden over een datalink.

## Varianten
- SPICE 2000 voor bommen van 900 kg zoals de Mark 84, BLU-109, RAP-2000 en 60 km bereik.[5]
- SPICE 1000. Voor bommen van 450 kg zoals de Mark 83, MPR1000, BLU-110, RAP-1000. De vleugels klappen uit zoals bij de Joint Direct Attack Munition, het AGM-154 Joint Standoff Weapon en de  GBU-39 Small Diameter Bomb voor een bereik tot 100 km op lichte vliegtuigen.
- SPICE 250. Ontworpen als een complete zweefbom van 113 kg en 100 km bereik in plaats van een kit.[6][7][8]
- SPICE 250 ER. Een “Extended Range” variant met een kleine turbojet en een interne JP-8/10 brandstoftank voor een bereik van 150 km.[9][10]

## Gebruikers
- Brazilië[3]
- Colombia
- Griekenland
- India
- Israël
- Zuid-Korea

## Inzet
In februari 2019 lanceerde een Dassault Mirage 2000 van de Indiase luchtmacht een SPICE 2000 tegen een kamp van opstandelingen bij Balakot in de Pakistaanse grensprovincie Khyber-Pakhtunkhwa.
Tijdens het Israëlisch-Palestijns conflict (2021) maakte de Israëlische luchtmacht met een SPICE 2000 de Al-Sharouk Tower in Gaza met de grond gelijk, waarbij een Syrische burger en zes Palestijnse stierven.
Tijdens de oorlog van Israël tegen Hezbollah maakte de Israëlische luchtmacht met een SPICE 2000 een woonblok in Beiroet met de grond gelijk waar mensen van Hezbollah zaten. De journalist Bilal Hussein fotografeerde dit.